# Ranrapalca
Le Ranrapalca (quechua : Ranrapallqa)  est un sommet péruvien de 6 162 mètres d'altitude. Il est situé dans la cordillère Blanche, dans la région d'Ancash.

## Toponymie
Son nom provient du quechua ranra (« sol caillouteux, pierre ») et pallqa (« bifurcation, division en deux »). Il est dû au fait que l'on peut apercevoir, depuis certains endroits, deux pics à son sommet.

## Histoire
La première ascension a lieu le 25 juin 1939 par la crête nord-est et est effectué par une expédition allemande composée de Walter Brecht, Siegfried Rohrer, Karl Schmid et Hans Schweizer. Ces hommes étaient dirigés par le Dr Kinzl, qui n'a pas eu la chance d'atteindre le sommet.